# Bonk's Adventure
Bonk's Adventure är ett plattformsspel utvecklat av Red Company och Atlus samt utgivet 1989-1990 till Turbografx-16. Spelet släpptes i Japan som PC Genjin (PC原人?) till  'PC Engine. 1992 återutgavs spelet till Turbografx-16 i USA på samlingen Gate of Thunder 4-in-1 game CD-ROM. Spelet porterades senare till NES, Game Boy, Amiga och arkadversioner under diverse namn (FC Genjin, GB Genjin och BC Genjin). Spelet är också tillgängligt via Nintendos Virtual Console, samt Playstation Store, och som mobilspel i Japan.

## Handling
Huvudfiguren är grottpojken Bonk, som slåss mot antrofomorfiska dinosaurier och andra förhistoriska fiender. Hans mål är att rädda prinsessan Za (en liten, rosa, plesiosaurie-liknande reptil) som blivit kidnappad av den elake kung Drool (en stor, grön Tyrannosaurus). I arkadversionen får Bonk även hjälp av en flicka.

### Fotnoter
1. 1 2  ”Bonk's Adventure”. NES DB. 28 februari 1993. Arkiverad från originalet den 30 april 2014. https://web.archive.org/web/20140430000434/http://www.nesdb.se/game_more.php?id=198&rid=1. Läst 29 april 2014.
2. ↑  ”Bonk's Adventure”. The Bonk Compendium. http://bonkzonk.com/game.ktn?Game=pcg. Läst 29 april 2014.
3. ↑  ”Bonk's Adventure - Arcade Version”. The Bonk Compendium. http://bonkzonk.com/game.ktn?Game=kpcg. Läst 29 april 2014.